# کریستوفر آوور
کریستوفر آوور (انگلیسی: Christopher Avevor؛ زادهٔ ۱۱ فوریهٔ ۱۹۹۲) بازیکن فوتبال اهل آلمان است که در پست مدافع بازی می‌کند.
از باشگاه‌هایی که در آن بازی کرده‌است می‌توان به باشگاه فوتبال سن پائولی، باشگاه فوتبال فورتونا دوسلدورف، و باشگاه فوتبال هانوفر ۹۶ اشاره کرد.
وی همچنین در تیم‌های ملی فوتبال جوانان آلمان، و جوانان آلمان، و جوانان آلمان، بازی کرده‌است.

## یادکرد ویکی‌پدیا
- مشارکت‌کنندگان ویکی‌پدیا. «Christopher Avevor». در دانشنامهٔ ویکی‌پدیای انگلیسی، بازبینی‌شده در ۱۲ آوریل ۲۰۲۲.